# كيغي ماتسوموتو
كيغي ماتسوموتو (باليابانية: 松本恵二؛ بالكانا: まつもと けいじ) هو سائق سباق ياباني، ولد في 26 ديسمبر 1949 في كيوتو في اليابان، وتوفي في 17 مايو 2015.

## روابط خارجية
- كيغي ماتسوموتو على موقع DriverDB.com (الإنجليزية)